# Melanolophia fasciata
Melanolophia fasciata är en fjärilsart som beskrevs av W. Warren 1897. Melanolophia fasciata ingår i släktet Melanolophia och familjen mätare. Inga underarter finns listade i Catalogue of Life.